# ديري
ديري، والمعروفة رسميًا بلندنديري، هي مدينة تقع في إيرلندا الشمالية ،هي أكبر مدينة في مقاطعة ديري، وثاني أكبر مدينة في أيرلندا الشمالية، وخامس أكبر مدينة في جزيرة أيرلندا. تقع المدينة القديمة المسورة على الضفة الغربية لنهر فويل، الذي يمتد فوقه جسران للطريق وجسر للمشاة. تغطي المدينة الآن ضفتي النهر (الجانب الغربي والجانب الشرقي).
بلغ عدد سكان المدينة 85,279 نسمة حسب تعداد عام 2021، في حين بلغ عدد سكان المدينة 108,652 نسمة عام 2008م (1430). يحتوي الحي الذي تديره مجلس مدينة ديري ومجلس منطقة سترابان على ميناء لندنري ومطار مدينة ديري. تقع ديري بالقرب من الحدود مع مقاطعة دونيغال، التي كانت لها علاقة وثيقة معها لعدة قرون. يُعتبر القديس كولمكيل، وهو رجل مقدس من تير كونايل، الاسم القديم لمعظم مقاطعة دونيغال الحديثة، مؤسس ديري الأصلي، وكانت الضفة الغربية لنهر فويل جزءًا منها قبل عام 1610.

## تاريخ
كانت مدينة ديري نقطة محورية لحركة الحقوق المدنية الناشئة في أيرلندا الشمالية.
تم التمييز ضد الكاثوليك تحت حكومة الاتحاد في أيرلندا الشمالية، سواء سياسيًا أو اقتصاديًا. في أواخر الستينيات، أصبحت المدينة نقطة اشتعال للنزاعات حول التلاعب المؤسسي في التقسيم الانتخابي.
في عام 1968، تم حظر مظاهرة للحقوق المدنية نظمتها جمعية الحقوق المدنية في أيرلندا الشمالية من قبل الحكومة، وتم منعها باستخدام القوة من قبل شرطة ألستر الملكية. الأحداث التي تلت موكب فتيان المتدربين في أغسطس 1969 ( حدث سنوي تقوم به منظمة تدعى "فتيان المتدربين" (Apprentice Boys of Derry)، وهي منظمة بروتستانتية تاريخية في أيرلندا الشمالية. يحيي الموكب ذكرى حصار ديري في عام 1689، عندما قاوم 13 فتى متدرب محاولات القوات الكاثوليكية لدخول المدينة) أسفرت عن معركة بوجسايد، حيث قاتل المحتجون الكاثوليكيون ضد الشرطة، مما أدى إلى اضطرابات مدنية واسعة في أيرلندا الشمالية وتعتبر غالبًا بداية لأحداث الاضطرابات.
في يوم الأحد 30 يناير 1972، قُتل 13 مدنيًا غير مسلحين على يد المظليين البريطانيين خلال مسيرة للحقوق المدنية في منطقة بوجسايد. أُصيب 13 آخرون، وتوفي رجل آخر لاحقًا من جراحه. أصبح هذا الحدث معروفًا باسم "الأحد الدامي".

### الاضطرابات
يُعتبر أن النزاع الذي أصبح معروفًا بالاضطرابات بدأ في ديري مع معركة بوجسايد. كانت حركة الحقوق المدنية نشطة جدًا أيضًا في المدينة. في أوائل السبعينيات، كانت المدينة ممركزة بشدة وشهدت اضطرابات مدنية واسعة. قامت عدة مناطق في المدينة ببناء حواجز للسيطرة على الوصول ومنع قوات الدولة من الدخول.
تراجعت العنف نحو نهاية الاضطرابات في أواخر الثمانينيات وأوائل التسعينيات. يدعي الصحفي الأيرلندي إد مالوني في كتابه "التاريخ السري للجيش الجمهوري الإيرلندي" أن القادة الجمهوريين هناك تفاوضوا على وقف إطلاق نار فعلي في المدينة في وقت مبكر من عام 1991. سواء كان هذا صحيحًا أم لا، فقد شهدت المدينة في هذا الوقت نزيفًا أقل من بلفاست أو غيرها من الأماكن.

## المناخ
يظهر الجدول التالي التغييرات المناخية على مدار السنة لديري:
| البيانات المناخية لـديري          | البيانات المناخية لـديري | البيانات المناخية لـديري | البيانات المناخية لـديري | البيانات المناخية لـديري | البيانات المناخية لـديري | البيانات المناخية لـديري | البيانات المناخية لـديري | البيانات المناخية لـديري | البيانات المناخية لـديري | البيانات المناخية لـديري | البيانات المناخية لـديري | البيانات المناخية لـديري | البيانات المناخية لـديري |
| الشهر                             | يناير                    | فبراير                   | مارس                     | أبريل                    | مايو                     | يونيو                    | يوليو                    | أغسطس                    | سبتمبر                   | أكتوبر                   | نوفمبر                   | ديسمبر                   | المعدل السنوي            |
| --------------------------------- | ------------------------ | ------------------------ | ------------------------ | ------------------------ | ------------------------ | ------------------------ | ------------------------ | ------------------------ | ------------------------ | ------------------------ | ------------------------ | ------------------------ | ------------------------ |
| متوسط درجة الحرارة الكبرى °م (°ف) | 8.0 (46.4)               | 8.2 (46.8)               | 10.1 (50.2)              | 12.1 (53.8)              | 15 (59)                  | 17.0 (62.6)              | 18.9 (66.0)              | 18.5 (65.3)              | 16.7 (62.1)              | 13.5 (56.3)              | 10.2 (50.4)              | 8 (46)                   | 13.0 (55.4)              |
| متوسط درجة الحرارة الصغرى °م (°ف) | 2.2 (36.0)               | 2.1 (35.8)               | 3.5 (38.3)               | 4.8 (40.6)               | 7 (45)                   | 9.7 (49.5)               | 11.6 (52.9)              | 11.4 (52.5)              | 9.8 (49.6)               | 7.2 (45.0)               | 4.5 (40.1)               | 2.5 (36.5)               | 6.4 (43.5)               |
| الهطول مم (إنش)                   | 83.5 (3.29)              | 62.7 (2.47)              | 69.8 (2.75)              | 55.2 (2.17)              | 51.2 (2.02)              | 56.1 (2.21)              | 66.1 (2.60)              | 75.3 (2.96)              | 68.7 (2.70)              | 89.0 (3.50)              | 86.7 (3.41)              | 88.4 (3.48)              | 852.6 (33.57)            |
| متوسط أيام هطول الأمطار (≥ 1 mm)  | 17                       | 13                       | 16                       | 12                       | 12                       | 11                       | 13                       | 13                       | 13                       | 16                       | 19                       | 15                       | 170                      |
| ساعات سطوع الشمس الشهرية          | 52.3                     | 72.4                     | 100.9                    | 155.0                    | 202.7                    | 161.4                    | 140.4                    | 141.1                    | 119.6                    | 102.5                    | 57.9                     | 37.7                     | 1٬343٫9                  |
| المصدر: مكتب الأرصاد الجوية       |                          |                          |                          |                          |                          |                          |                          |                          |                          |                          |                          |                          |                          |

## أعلام
- مارتن ماكغينيس
- جون هيوم
- دارون غيبسون
- شين دافي
- جيمس ماكلين